# Каку Юджі
Каку Юджі (яп. 賀来ゆうじ, Каку Юджі) — японський художник манґи. Після роботи редактором Каку почав працювати як художник манґи у 2009 році, створивши ван-шот Memory Customs, опублікований в Jump Square. У 2013 році він випустив свою першу серійну манґу Fantasma. Попрацювавши асистентом Тацукі Фудзімото, Каку випустив свою другу серію Hell's Paradise: Jigokuraku, в Shonen Jump+, яка швидко набула популярності.

## Біографія
У дитинстві Каку часто проводив час, малюючи та вправляючись у грі на мечах зі своїм двоюрідним братом Такеші Цуруно. Цуруно вважає, що цей досвід гри на мечах вплинув на пізніші роботи Каку. Каку почав професійно працювати з мангою в 2007 році, коли він став працювати редактором Weekly Shonen Champion. Після того, як залишив Akita Shoten у 2008 році, Каку написав ван-шот під назвою Memory Customs, який був опублікований в Jump Square у 2009 році. Пізніше він отримав почесну згадку в гран-прі Jump Square Comic. У 2013 році Каку розпочав свою першу повноцінну манґу Fantasma. Вона була серіалізована у Jump Square до наступного року. З 2016 по 2018 рік Каку працював асистентом Тацукі Фудзімото під час роботи над Fire Punch.
У 2018 році Каку почав серіалізацію Hell's Paradise: Jigokuraku на веб-сайті Shonen Jump+, де вона публікувалася до 2021 року. Популярність серіалу швидко зросла. До серпня 2018 року це була найпопулярніша манґа на Shōnen Jump+. Того ж року вона також посіла одинадцяте місце в рейтингу Next Manga Award у категорії веб-манґи. У випуску Kono Manga ga Sugoi! 2019 року, ця серія була однією з трьох серій, які посіли 16 місце в списку найкращих серій манґи для читачів чоловічої статі. Також була анонсована аніме-адаптація серіалу. У 2021 році Каку почав серіалізацію Ayashimon у Weekly Shonen Jump, де він виходив до 2022 року.

## Праці

### Ван-шоти
- Memory Customs (яп. おもいで税関, Omoide Zeikan) (2009) (публікація в Jump Square)[12]
- Jailbreak Princess (яп. 脱獄姫, Datsugoku Hime) (2016) (публікація в Jump SQ. Crown)[13]

### Серії манґи
- Fantasma (2013—2014) (серіалізація в Jump Square)[14]
- Hell's Paradise: Jigokuraku (яп. 地獄楽, Jigokuraku) (2018—2021) (серіалізація в Shonen Jump+)[15]
- Ayashimon (яп. アヤシモン) (2021—2022) (публікація в Weekly Shonen Jump)[16]